# Sydkorea ved vinter-OL 2022
Sydkorea deltog i vinter-OL 2022 i Beijing, Kina i perioden 4. – 20. februar 2022.

## Medaljer
| 2022 Beijing | Guld | Sølv | Bronze | Total |
| Sydkorea     | 2    | 5    | 2      | 9     |

### Medaljevindere
| Sydkorea under vinter-OL 2022 i Beijing | Sydkorea under vinter-OL 2022 i Beijing                               | Sydkorea under vinter-OL 2022 i Beijing | Sydkorea under vinter-OL 2022 i Beijing | Sydkorea under vinter-OL 2022 i Beijing |
| Medalje                                 | Navn                                                                  | Sport                                   | Event                                   | Dato                                    |
| --------------------------------------- | --------------------------------------------------------------------- | --------------------------------------- | --------------------------------------- | --------------------------------------- |
| Guld                                    | Hwang Dae-heon                                                        | Kortbaneløb på skøjter                  | Men's 1500m                             | 9. februar                              |
| Guld                                    | Choi Min-jeong                                                        | Kortbaneløb på skøjter                  | Women's 1500 metres                     | 16. februar                             |
| Sølv                                    | Choi Min-jeong                                                        | Kortbaneløb på skøjter                  | Women's 1000 metres                     | 11. februar                             |
| Sølv                                    | Cha Min-kyu                                                           | Hurtigløb på skøjter                    | Men's 500 metres                        | 12. februar                             |
| Sølv                                    | Choi Min-jeong Kim A-lang Lee Yu-bin Seo Whi-min                      | Kortbaneløb på skøjter                  | Women's 3000 metre relay                | 13. februar                             |
| Sølv                                    | Lee June-seo Kim Dong-wook Hwang Dae-heon Kwak Yoon-gy Park Jang-hyuk | Kortbaneløb på skøjter                  | Men's 5000 metre relay                  | 15. februar                             |
| Sølv                                    | Chung Jae-won                                                         | Hurtigløb på skøjter                    | Men's Mass start                        | 19. februar                             |
| Bronze                                  | Kim Min-seok                                                          | Hurtigløb på skøjter                    | Men's 1500m                             | 8. februar                              |
| Bronze                                  | Lee Seung-hoon                                                        | Hurtigløb på skøjter                    | Men's Mass start                        | 19. februar                             |